# François Devienne
François Devienne (31. januar 1759 – 5. september 1803) var en fransk komponist og fløjtenist. Han var fra 1795 professor på Conservatoire de Paris.
François Devienne blev født i Joinville (Haute-Marne) som den yngste af 14 børn af en sadelmager. Han modtog sin første musikundervisning som kordreng i sin hjemby. Senere spillede han i diverse parisiske ensembler som solist og i orkester. Han studerede tværfløjte hos Félix Rault og i 1780 indgik han i Louis René Édouard de Rohan-Guéméné hus. Han var aktiv i Paris som fløjtenist, fagottist og komponist, hvor han blandt andet spillede fagot ved Opéra national de Paris. I 1790'erne skrev han operaer, heriblandt Les visitandines (1792) som gav ham stor succes.
Han var også medlem af 'Gardes-Françaises' Militærorkester', hvor han havde rang af sergent med ansvar for at undervise sine kollegers børn i militærorkestrets gratis musikskole. Efter Revolutionen, da den gratis skole blev det Nationale Institut for Musik, senere autoriseret som Conservatoire de Paris i 1795, blev François Devienne udnævnt som administrator og fløjteprofesser. Han skrev et vigtigt værk i fløjtestudie kaldet Méthode de Flûte Théorique et Pratique (1793), som blev gentrykt flere gange. Som mange andre musikere sluttede han sig til frimureri og 'Concerts de la Loge Olympique'-orkester.
Hans samlede værker tæller omkring 300 instrumentalværker, som mestendels er skrevet for blæseinstrumenter. Heriblandt 12 fløjtekoncerter, sinfoniaer for blæsere, kvartetter og trioer for forskellige ensembler, 12 operaer, 5 fagotkoncerter og 6 fagotsonater.
Deviennes fløjtekompositioner, som i 1960'erne takket være Jean-Pierre Rampal fik nyt liv, er nu godt kendt blandt fløjtenister, men stadig ikke af det brede publikum.